# Stevia (geslacht)
Stevia is een geslacht uit de composietenfamilie (Asteraceae). The Plant List erkent 181 soorten. Volgens de Flora of North America bestaat het geslacht uit circa 240 soorten die voorkomen in de Verenigde Staten, Mexico, Midden-Amerika en Zuid-Amerika. Het zijn eenjarigen, overblijvende planten en struiken.  
De bekendste soort is Stevia rebaudiana (ook wel honingkruid genoemd), bekend vanwege de er uit gewonnen steviolglycoside dat als zoetstof wordt gebruikt.